# Dubovo (Žitorađa)
Pour les articles homonymes, voir Dubovo.
Dubovo (en serbe cyrillique : Дубово) est un village de Serbie situé dans la municipalité de Žitorađa, district de Toplica. Au recensement de 2011, il comptait 464 habitants.

## Démographie

### Évolution historique de la population
| 1948  | 1953  | 1961  | 1971  | 1981  | 1991 | 2002 | 2011 |
| ----- | ----- | ----- | ----- | ----- | ---- | ---- | ---- |
| 1 686 | 1 702 | 1 439 | 1 305 | 1 031 | 805  | 608  | 464  |

|  |